# Triest de Gits

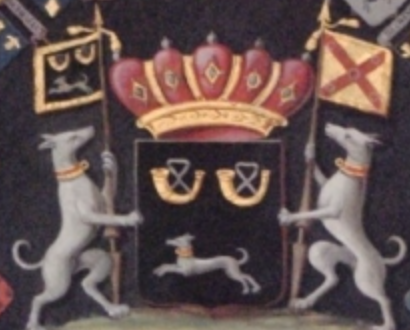

Triest de Gits was een Zuid-Nederlandse adellijke familie.

## Geschiedenis
Aartshertog Albrecht van Oostenrijk verleende in 1600 de riddertitel aan Philippe Triest en aan zijn neef Antoine Triest. In 1610 hetzelfde aan Josse Triest, zoon van Antoine en in 1617 aan Nicolas Triest, in 1618 aan Charles Triest, in 1626 door koning Filips IV aan François Triest, in 1628 verheffing van de heerlijkheid Auweghem tot baronie voor Nicolas Triest. In 1753 werd Jean-François Triest tot baron verheven door keizerin Maria Theresia.
De familietak in de achttiende eeuw bestaat uit :
- Jean-Bernard Triest (1670-1743), gehuwd in 1710 met Eleonore van den Berghe, gezegd van Praet (+1748), weduwe van Louis Le Poyvre en vrouwe van Gits, met wie hij 2 zonen had 
  - baron Jean-François Triest (1720-1791), heer van Ter Walle, Ogierlande (in Gits) en Sint-Joris-ten Distel (bij Beernem), burgemeester van het Brugse Vrije en gedeputeerde bij de Staten van Vlaanderen, gehuwd met Jeanne de Stappens (1723-1803).
    - Jean de Triest et de Gits (zie hierna).
    - Eloy Triest (zie hierna).

  - Charles Triest (1722-1798), gehuwd met Marie-Jeanne de Peellaert.
    - Charles Triest (zie hierna).

## Jean François Léonard Triest
Jean François Léonard Triest de Gits (Brugge, 16 oktober 1744 - Gent, 9 juni 1821), trouwde in 1770 met Isabelle Coppieters (1748-1814), dochter van Maximilien Coppieters de Cruyshille.
Hij werd raadslid van Brugge onder het ancien régime. In 1816, onder het Verenigd Koninkrijk der Nederlanden, werd hij onder de naam Triest de Gits en van Sint-Joris erkend in de erfelijke adel met de titel baron overdraagbaar bij eerstgeboorte. Hij werd ook benoemd in de Ridderschap van de provincie West-Vlaanderen. Onder de Oostenrijkse Nederlanden was hij sterk keizersgezind. In het Verenigd Koninkrijk der Nederlanden waren hij en vooral zijn zoon zeer orangistisch.
Zijn enige zoon, François-Xavier Triest (Kortrijk, 1771 - Willebroek, 1847), trouwde met Henriette de Lichtervelde (1773-1862). Hij werd burgemeester van Kortrijk. Eerder uitzonderlijk werd hij samen met zijn vader in de erfelijke adel erkend en onder de naam Triest de Lichtervelde benoemd in de Ridderschap van West-Vlaanderen met de titel van baron, overdraagbaar bij eerstgeboorte. Ze hadden een zoon, Prosper Triest (1811-1895), die officier werd in het Nederlands leger en in Maastricht trouwde met Adèle Parasiers (1816-1889). Ze hadden drie dochters.

## Eloy Triest
Eloy Louis Jacques Triest (Brugge, 26 juli 1750 - Gent, 30 januari 1824) werd in 1816 erkend in de erfelijke adel en benoemd tot lid in de Ridderschap van de provincie Oost-Vlaanderen. Hij trouwde vijfmaal:
- in 1783 met Agnès van de Woestyne (1747-1784),
- in 1793 met Marie d'Hane (1751-1800),
- in 1804 met Anne Camberlyn (1775-1815),
- in 1816 met Christine de t'Serclaes Tilly (1792-1821),
- in 1822 met Anne van Breugel (1784-1854).

Al deze huwelijken bleven kinderloos.

## Charles Triest
Charles Jean Leonard Triest (Brugge, 7 december 1748 - 12 april 1833) werd in 1816 erkend in de erfelijke adel en benoemd in de Ridderschap van de provincie West-Vlaanderen. Onder het ancien régime was hij schepen van Brugge en in het Verenigd Koninkrijk der Nederlanden lid van de Provinciale Staten. Hij trouwde in 1792 met Jeanne de Heere (1755-1838), dochter van schout Bruno de Heere. Het huwelijk bleef kinderloos.
De laatste Triest overleed in 1934.